# Supercargueiro Ro-Ro

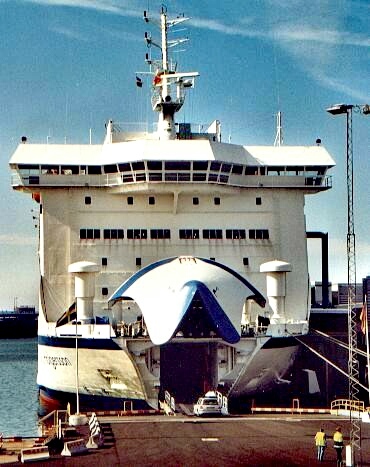
Um supercargueiro Ro-Ro

Supercargueiro Ro-Ro — "Ro-Ro" é uma abreviatura para "roll on-roll off" — é um tipo de cargueiro gigante para o transporte de automóveis e outros veículos, de modo a que estes entrem e saiam do navio pelos seus próprios meios. No seu convés também costumam ser transportados contentores.